# ソシミ
ソシミ（Socimi＝Società Costruzioni Industriali Milano）は、イタリアに拠点を置いていたミラノの製造会社。路面電車や地下鉄の列車のメーカーだったが、トロリーバス用の牽引モーター、モーターバスやトロリーバス用のボディ、ライフルなどの武器も製造していた。同社は1969年にアレッサンドロ・マルゾッコによって設立されたが、1992年のマーニ・プリーテのスキャンダルへの関与により1994年に破産を宣言した。
ソシミは、カリアリ、ミラノ、モデナおよびサレルノのトロリーバスシステムを手がけた。同社はトラムに路面電車を供給し、フランスのストラスブール路面電車用のユーロトラムの開発でボンバルディアトランスポーテーションと協力した。ソシミが製造した大型鉄道車両としては、北ミラノ鉄道のFNMソシミコーチや台湾鉄路管理局で自強号として運用されたEMU300型がある。

## 銃器

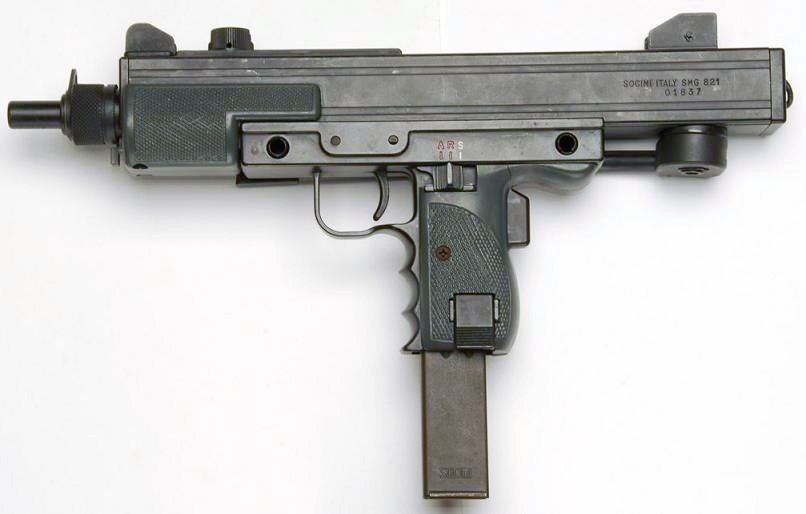
ソシミ9×19mmタイプ821 SMG

ソシミは1980年代にSocimi Type 821 サブマシンガンを生産した。